# 굵은꼬리피그미뛰는쥐
굵은꼬리피그미뛰는쥐 또는 굵은꼬리피그미저보아(Salpingotus crassicauda)는 뛰는쥐과에 속하는 설치류의 일종이다. 중국과 카자흐스탄, 몽골에서 발견된다. 자연 서식지는 온대 초원과 온대 사막 지역이다. 서식지 감소로 위협을 받고 있다. 국제 자연 보전 연맹(IUCN)이 "관심대상종"으로 분류하고 있다.

## 특징
머리부터 몸까지 몸길이는 45~60mm까지 자라며, 꼬리가 몸보다 약간 길다. 큰 머리와 작은 눈을 갖고 있으며, 귀는 짧고 원통형이다. 몸통 쪽의 굵은 꼬리에 지방이 축적되어 있는 것으로 추정된다. 섭취하는 음식에서 물 섭취량의 대부분을 얻지만 물을 직접 마시기도 한다.

## 습성
굵은꼬리뛰는쥐는 야행성 동물이고, 독거 생활을 한다. 영구적인 굴을 파고, 굴 상당수의 길이가 3m에 이르기도 한다. 입구는 모래로 느슨하게 막혀 있으며, 포식자에게 열린 곳에서 발견될 경우에 모래로 가리려고 한다. 포식자는 올빼미와 고산족제비, 얼룩족제비, 붉은여우 등이다. 매뚜기류와 거미와 같은 작은 무척추동물을 먹으며, 일부 식물(거의 씨앗)을 먹기도 한다. 봄과 여름에서 번식을 하며, 한 번에 2~5마리의 새끼를 낳는다.